# Che, memorias de un año secreto
Che, memorias de un año secreto es una película documental coproducción de Brasil y Argentina filmada en colores dirigida por la directora de origen cubano radicada en Brasil Margarita Hernández Pascual sobre su propio guion que se estrenó el 1 de diciembre de 2020.

## Producción
El filme contiene filmaciones de época, fotos fijas, mapas y entrevistas a los sobrevivientes del intento guerrillero, a excomandantes de las fuerzas armadas cubanas y exagentes de inteligencia, vinculados a la excursión africana, así como al periodista estadounidense y especialista en Latinoamérica, John Lee Anderson.

## Argumento
El documental se inicia a comienzos de la década de 1960, cuando Fidel Castro consolida definitivamente en Moscú los lazos políticos y comerciales de Cuba y la Unión Soviética. Por su parte Guevara viaja un poco más tarde a China y se reúne varias veces con Mao Tsé Tung y en 1965, en Argelia,  acusa en un discurso a los países del bloque soviético de “complicidad implícita con el imperialismo”. Asumiendo que su vínculo está roto,  parte poco después de Cuba para internacionalizar la revolución. En abril de 1965  viajó a Tanzania con otra identidad, a comienzos del año siguiente pasa unos meses jugando ajedrez y escribiendo en Praga, y en noviembre de 1966 hace un último viaje desde Cuba a Bolivia. El documental se centra en el período en el que Ernesto Guevara –ya renunciante al cargo de ministro- vivió en forma clandestina en la República del Congo intentando desarrollar una guerra de guerrillas.

## Comentarios
Horacio Bernades en Página 12 opinó sobre el filme:

“Hernández Pascual reconstruye ese lapso, uno de los menos conocidos de la historia del Che (sobre todo la estadía en Praga)… Se insinúan objeciones a Fidel, que difundió la carta de despedida de su amigo, cerrando el camino a cualquier intento de regreso oficial a Cuba. Se omite un dato: la derrota comenzó cuando no se les hizo saber con anterioridad a los partidarios del asesinado Lumumba que Guevara iba a conducirlos en la selva. Lo cual originó lógicos resquemores. La película de Hernández no construye un Che épico, sino uno fracasado. La fallida aventura africana se difundió oficialmente en Cuba recién dos décadas después de sucedida, en 1985.”

Silvina Rival en el sitio web Subjetiva escribió:

”El concepto de “hombre nuevo” que pretendía delinear el Che parecía ir a contrapelo del pensamiento mágico muy instaurado por las comunidades tribales del Congo. A esto se sumó un sinfín de conflictos entre las tribus que incapacitó el espíritu de hermandad y la identificación de un enemigo en común y, finalmente, el golpe de estado de Mobutu que derivó en una aceptación del pueblo congolés a los que se habían hecho con el poder…Guevara… viajará a Praga y se quedará allí, con un grupo asesor (otros cubanos encubiertos) durante varios meses…Este fue evidentemente un momento en la vida del guerrillero en el que se imponían ciertos balances...el Che percibe que aún en un sistema comunista, puede haber complicidad tácita con los países explotadores de Occidente…Y, por otro lado, este momento de transformación intelectual, también coincide con su último trayecto de vida...así y todo es una buena apuesta y un importante trabajo de investigación y rastreo de testimonios que merece la pena celebrarse.”